# Теофіль-Жуль Пелуз
Теофіль-Жуль Пелуз (Théophile-Jules Pelouze, 26 лютого 1807, Валонь — 31 травня 1867, Бельвю) — французький хімік, учень Гей-Люссака.

## Біографія
Батько Теофіля, Едмон Пелуз, після керівництва кількома заводами, був призначений на мануфактуру Сен-Гобен, а також керував фабрикою з виробництва фарфору, заснованої за його вказівкою в Валоні. Він був автором різноманітних технічних споруд і написав величезну кількість праць з прикладних наук, в тому числі і з виробництва заліза, з мінералогії, з виготовлення печей, з виробництва коксу, з фаянсу, з парової машини і т. д. Він очолював кузню в Крезо і помер у Парижі приблизно в 1847 році. Він був тією людиною, яка висунула ідею про вирощування бавовни в Алжирі.
Перебуваючи в аптекарській крамниці в Ла-Фер на навчанні, Теофіль Пелуз пізніше покидає її, після поради Воклена, який виявляв великий інтерес до його батька. Воклен дізнався у юного Пелуза під час поїздки в Париж, що той незадоволений своїми знаннями з фармацевтики, тому Воклен направляє його до А. Шевальє, який став брати участь у дослідженнях Теофіля з таким завзяттям і такою проникливістю, що вся дослідна практика була радше приємним відпочинком, ніж роботою.
В аптечній лавці в Пон-Сен-Мішель Пелуз познайомився з Лассенем. Останній, оцінивши його здібності, представив Пелуза Гей-Люссаку, який направив його асистентом у лабораторію Вільсона, де він пропрацював два роки. Його характер, любов до роботи і здібності завоювали прихильність Гей-Люссака, який став сприймати його швидше як друга, ніж учня.
Після дворічного перебування в лабораторії Вільсона, на чолі з Гей-Люссаком і Лассенем, Пелуз залишає лабораторію і, повернувшись до своїх попередніх занять, з'являється на конкурсі паризьких лікарень 1829 року, для отримання інтернатури у фармацевтичній галузі та проводить частину свого стажування в Сальпетриї.
Пелуз, хоча і був зайнятий в інтернатурі, вдавався до улюбленого заняття: практичне вивчення хімії, але стан здоров'я змусив його піти з інтернатури. Він обмежився тим, що стежив за роботою в лабораторії свого керівника. Там, поряд з Гей-Люссаком, були проведені численні експерименти з аналізу золота і срібла, з алкаліметрії і хлорометрії і т. д.
У 1830 році Пелуз був призначений в Лілль професором кафедри прикладної хімії і технології, яку очолював Фредерік Кульман. Ця кафедра і його лабораторія, розташовані на вулиці Ломбард в Ліллі, існували при підтримці Товариства науки, сільського господарства та ремесел, членом якого він був. Він, зокрема, брав участь у дослідженнях бурякового цукру, його виробництва і очищення і показав, що він не містить глюкозу. Він продемонстрував, що тростинний і місцевий цукор ідентичні.
Повернувшись в Париж, Пелуз стає викладачем хімії в Політехнічній школі, в якій успішно замінює Гей-Люссака в ролі професора. Як викладач Політехнічної школи, він стає колегою Дюма, з яким у нього була найглибша і найщиріша дружба. Його учень, Асканіо Собреро, відкрив нітрогліцерин. Альфред Нобель був його учнем протягом року.
Пізніше він викладав в Колеж де Франс. Пелуз домігся дружби і поваги найвидатніших хіміків тієї епохи, таких як Берцеліус і Юстус фон Лібіх, з якими він працював над різними проектами.
У 1837 році Пелуз був обраний членом Академії наук. Також у цьому році він був призначений членом інституту Франції, замінюючи Дейе. В цей же час, він заміняв барона Тенара в Колеж де Франс на кафедрі неорганічної хімії з 1845 по 1850 рік, і тимчасово заміняв Дюма в Політехнічній школі.
Призначений в 1833 році в результаті конкурсу на посаду пробирщика на Монетний двір, він став контролером випробувань і в 1848 році — головою комісії з монет. Роботи Пелуза друкувалися в «Comptes Rendus» і «Annales de chimie et de physique». Він видав, разом зі своїм асистентом, Едмоном Фремо, «Трактат із загальної хімії»(Traité de chimie générale)(1854-1857), що витримав три видання з 1853 по 1860 року, скорочене видання якого іменувалось як «Курс загальної хімії» (Cours de chimie générale) (1848-1849).

## Роботи і дослідження
Перша з його робіт, тема якої Solanum dulcamara, була підписана: Жуль Пелуз, учень фармацевта. В перших своїх дослідженнях учений керувався працями Антуана Бутрона Шарлярда (який сам ішов по стопах П'єра Робике, відомого хіміка-аналітика). Його найбільш важливі роботи надруковані у різних наукових журналах, наприклад дослідження суміші азотної і сірчаної кислоти і солей цієї суміші гліцерину, сечової кислоти, продуктів гідролізу діціана, дегідратації цитратів та отримання лимонної кислоти, роботи з виробництва платини, з нової реакції діціана з залізом, з жирів, з розкладання органічних речовин при додаванні бариту, мінералу сульфату барію (разом з Мійоном), з ефірних олій, з миш'яку, з сечовини, з аллантоїну, з цукру з буряків і кукурудзи, з хлорноватої, масляної та молочної кислот, з нового методу визначення міді, з виробництва детонаторів з гримучої ртуті, з виявлення бензольного кільця в танинах тощо. 
Він відкрив, що для нітрилів характерний потрійний зв'язок між вуглецем і азотом: -C≡N. Він розробив нітробумагу (попередник нітрогліцерину) і визначив атомні ваги багатьох елементів. Він першим за часом здійснив отримання піроксиліну (1838 рік), узагальнив спосіб отримання органічних пірокислот і поліпшив методи фабрикації цукру. Також він розробив декілька методів кількісного аналізу.
В 1837 році, Пелуз був обраний членом Академії наук і починає працювати в Академії Руана 26 червня 1840 року. Пелуз стає главою Ордена Почесного легіону, християнського ордену в Португалії; він належав до великої кількості Академій і наукових товариств у різних країнах. Його в 1849 році призначають членом муніципальної ради, в якій він працював аж до своєї кончини.
Як друг молодих студентів, Пелуз заснував у 1846 році школу-лабораторію. Незважаючи на численні турботи, він присвячував свій вільний час цьому важливому проекту.
Пелуз дожив лише до шістдесяти. Незадовго до смерті, він був перевезений в будинок, який він орендував у Бельвю, натуралістом Дюпоном, з яким він часто працював, будучи учнем в аптекарській крамниці.

## Пам'ять
Його ім'я є одним із сімдесяти двох вигравіруваних на Ейфелевій вежі.

## Публікації
- Mémoire sur les produits de la distillation des acides malique, tartrique et paratartrique, suivi de considérations générales sur les acides pyrogénés, Paris, A. Saintin, 1836 (lire en ligne [Архівовано 3 березня 2016 у Wayback Machine.])
- Mémoire sur le tannin et les acides gallique, pyro-gallique, ellagique et méta-gallique, Paris, A. Saintin, 1836 (lire en ligne [Архівовано 3 березня 2016 у Wayback Machine.])
- Договорі méthodique de la fabrication du coke et du charbon de tourbe, Paris, Librairie de Maison, 1842
- Cours de chimie générale, Paris, Masson, 1848
- Traité de chimie générale, Tome 1, V. Masson(Paris), 1854, Texte en ligne disponible sur IRIS [Архівовано 25 грудня 2016 у Wayback Machine.]
- Traité de chimie générale, Tome 2, V. Masson(Paris), 1854, Texte en ligne disponible sur IRIS [Архівовано 25 грудня 2016 у Wayback Machine.]
- Traité de chimie générale, Tome 3, V. Masson(Paris), 1854, Texte en ligne disponible sur IRIS [Архівовано 25 грудня 2016 у Wayback Machine.]
- Traité de chimie générale, Tome 4, V. Masson(Paris), 1855, Texte en ligne disponible sur IRIS [Архівовано 25 грудня 2016 у Wayback Machine.]
- Traité de chimie générale, Tome 5, V. Masson(Paris), 1856, Texte en ligne disponible sur IRIS [Архівовано 25 грудня 2016 у Wayback Machine.]
- Traité de chimie générale, Tome 6, V. Masson(Paris), 1857, Texte en ligne disponible sur IRIS [Архівовано 25 грудня 2016 у Wayback Machine.]
- Traité de chimie, générale, analytique, Paris, Librairie Victor Masson, 1860
- Recherches sur les eaux minérales des Pyrénées, Paris, Baillière, 1848
- Mémoire sur les produits de la distillation des acides malique, tartrique et paratartrique, suivi de considérations générales sur les acides pyrogénés [Архівовано 25 грудня 2016 у Wayback Machine.], page 287 des Annales de chimie et Physique — tome 56, sous la direction de MM. Gay Lussac et Arago, 1834 ; ре-édité à Paris, Saintin, 1836
- Recherches expérimentales sur la végétation. Rôle des nitrates dans l'économie des plantes. Procédés nouveaux pour doser l azote des nitrates, en présence de matières organiques, Paris, Mallet-Bachelier, 1856
- Antoine-François Boutron-Charlard et Théophile-Jules. Pelouze, Memoire sur l asparamide et à acide asparamique, Paris, éditeur Mme Veuve Thuau, 1833, 24 p.